# Двоїста істина
Двої́ста і́стина (теорія «двох істин») — теорія про існування взаємно незалежних богословських та наукових істин, які ніби досягаються різними шляхами й можуть суперечити одна одній; вчення, вироблене в межах схоластичної філософії. Поняття «двоїста істина» виникло в епоху феодалізму. 
Його прихильниками були Ібн-Рушд, Дунс Скот, Френсіс Бекон, Вільям Оккам та ін.
Особливого поширення вчення «двоїстої істини» набуло в епоху Відродження.
Церква боролася з концепцією двоїстої істини і шляхом переслідвання її прихильників, і шляхом протиставлення їй вчення Аквінського Ф. про гармонію віри й розуму, релігії й філософії.